# 21cm Mrs 18
21 cm Mrs 18（21 cm Mörser 18：21センチ臼砲 18型）は、第二次世界大戦中の1939年にナチス・ドイツが制式採用し、使用した口径211mmの重臼砲である。
一般的に榴弾砲に分類されることが多いが、ドイツ語の名称が示すとおりドイツ軍ではMörser（臼砲）に分類されていた。

## 概要
21 cm Mrs 18は、第一次世界大戦で使用されていた21cm Mrs 16の後継としてクルップ社が設計した。
Mrs 18とは1918年に生産開始、もしくは部隊配備した臼砲であることを意味するが、これは、大口径火砲がヴェルサイユ条約により新規開発と保有が禁じられていたカテゴリーの兵器であったため、第一次世界大戦中に既に生産開始されていた、という欺瞞工作として命名されたものである。
この砲はヴェルサイユ条約破棄と再軍備宣言を行った後に最初に大量生産された火砲の一つである。
1941年には、帝政ドイツ時代のカノン砲であった15cm K 16の砲身部を当砲の砲架部に結合させた暫定カノン砲が製造されている。これは、戦時賠償としてベルギーに引き渡されていた15cm K 16を1940年のベルギー侵攻後に接収したものから製造したもので、「15cm Kanone in 16 Mörserlafette（臼砲架台搭載15cm カノン砲16型）」として主に沿岸砲として使用された。
1942年には砲架を共通のものとして砲身のみを新規に開発した17cm K 18 カノン砲が制式化されたため、以後は野戦砲としてはK 18への置き換えが進められたが、固定配備の沿岸砲などとしてはその後も使用され、1943年には少数ながら生産も再開されている。

## 特徴
21 cm Mrs 18の特徴は、駐退復座機を砲身と上部砲架に二重に設置して、反動を大きく抑えていることである。また、その重量を考慮して、下部砲架には砲全体を砲架ごと360度回転させるための旋回板（砲を左右に旋回させる際は、これによりジャッキのように砲全体を接地面から持ち上げて旋回させる）を備えていることも大きな特徴である。
上述のように「臼砲」の名称は便宜的なもので、実態としては榴弾砲に分類される火砲であるが、ドイツ軍では再軍備宣言の後もMörser（臼砲）に分類されたまま装備・運用された。

## 運用
当砲は第833重砲兵大隊（カール自走臼砲を運用した部隊として知られる）を始め上級司令部直轄の重砲兵大隊で用いられた。実戦での運用例としては、1942年6月のセヴァストポリ要塞攻囲戦において要塞砲への攻撃に用いられ、マキシム・ゴーリキーI号砲台のうち南砲塔の破壊に貢献したことが挙げられる。
口径21cmの砲弾の破壊力は絶大であったが、その大重量故に長距離運搬時には砲身を外して砲架と砲身部の2つに分割して輸送する必要があり、砲を設置する際にも地盤が安定した場所を選ぶ必要があった。水平射角を確保するためには非常にしっかりとした台座の構築が必要であるなど、移動と砲撃の準備を行うのにかなりの手間がかかった。ドイツ軍では装軌式の砲牽引車、それもこのような大型大重量の砲を牽引できるものが不足しがちであったため、輸送には大きな困難が伴った。また、輸送状態から射撃状態にするためには砲身を砲架に結合する作業が必要なため、大きな吊り下げ能力のあるクレーン車などの支援車両が必要であったことも運用の難しいものとなった原因である。
大口径の砲弾と装薬の輸送・装填にも多くの人員が必要であり、総じて野戦で活用するための機動的な運用には不向きであった。
また、大口径砲であるので威力は非常に大きかったが、射程は17km程度と、他国の大口径火砲と比較して短射程であったため、赤軍のML-20 152mm榴弾砲やA-19 122mmカノン砲などに射程外から撃破されることも多かった。このため、1942年には製造中止となり、野戦用の重榴弾砲としては小口径化されながらも射程を約2倍に延長した17cm K 18に交代していった。

## 自走砲型
Mrs 18はその大重量故に牽引砲としての運用に困難が多く、戦車車台を流用した自走砲化計画が構想されたが、当初は本砲を搭載できるような車台がなく、1942年の末にようやくティーガーIの発展型としての直接火力支援車両（突撃砲）として計画がまとまった。しかし、設計上の困難や転用する砲の確保数の問題からこの構想は頓挫し、後に車体をティーガーIIのものを使用した大型自走砲、G.W. Tiger（ドイツ語: Geschützwagen Tiger：ティーガー火砲運搬車、またはWaffenträger Grille 21：大型兵装運搬車 グリレ21とも）として、特に大きな変更点なく21cm臼砲ほか各種の重砲を搭載して運用できるものとして開発されたが、モックアップと試作車1両が製作されたのみに終わった。
これらのほかにも、21 cm Mrs 18を搭載した、もしくは車載化した発展型を搭載する重自走砲や重突撃砲が構想されていたが、いずれも計画もしくは構想のみに終わっている。

## ギャラリー

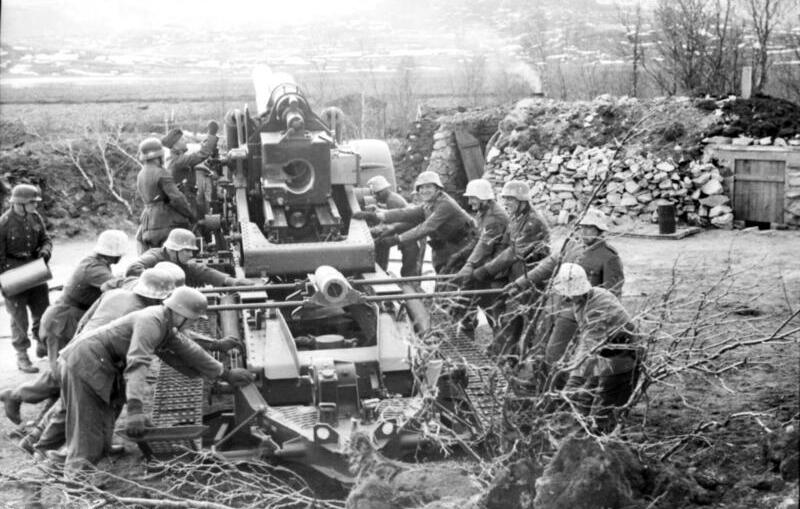
砲弾の装填訓練を行っている21 cm Mrs 18装備の沿岸砲兵部隊 1943年9月23日ノルウェーでの撮影
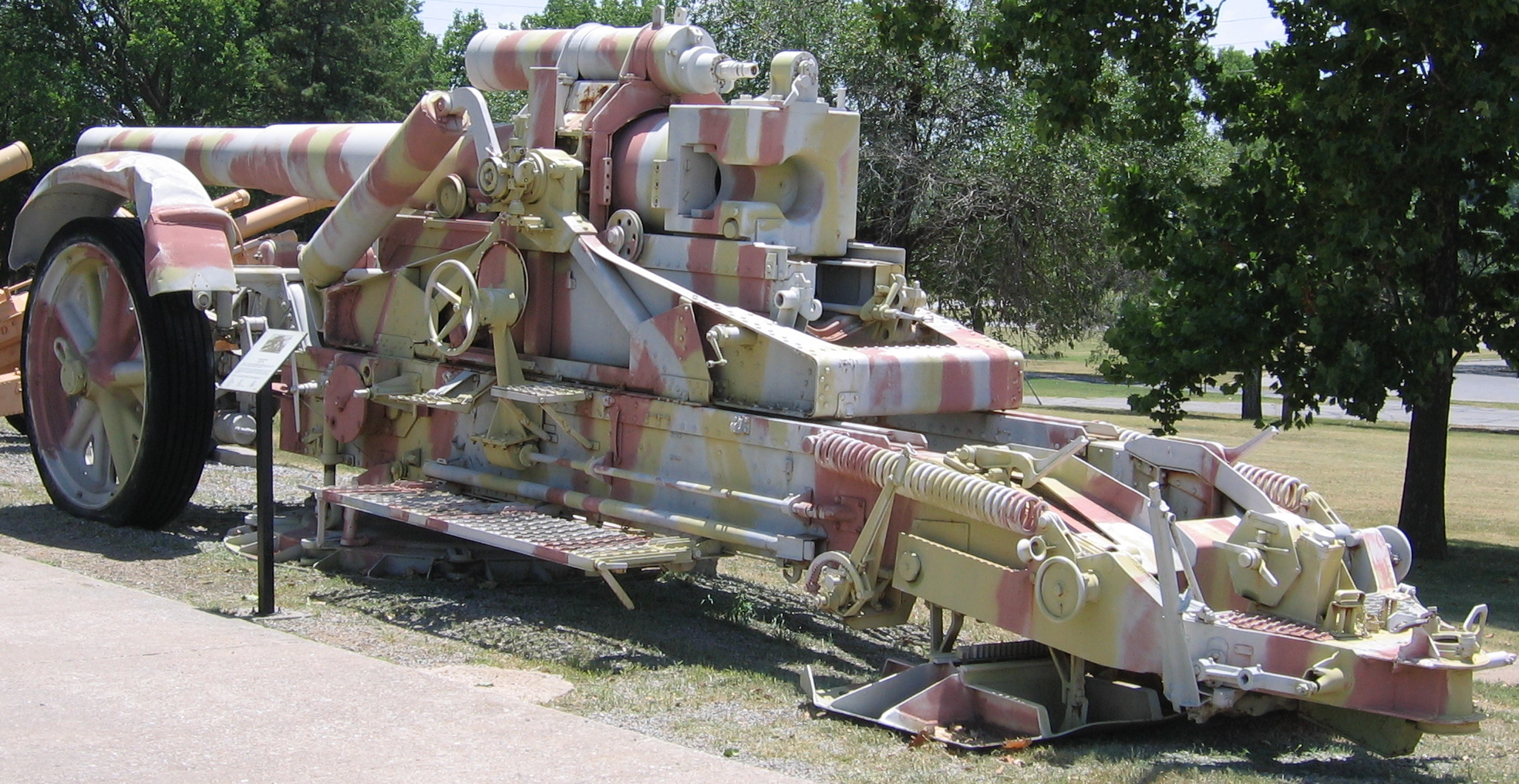
牽引状態の21 cm Mrs 18 オクラホマ州フォート・シルのアメリカ陸軍野戦砲兵博物館の展示品
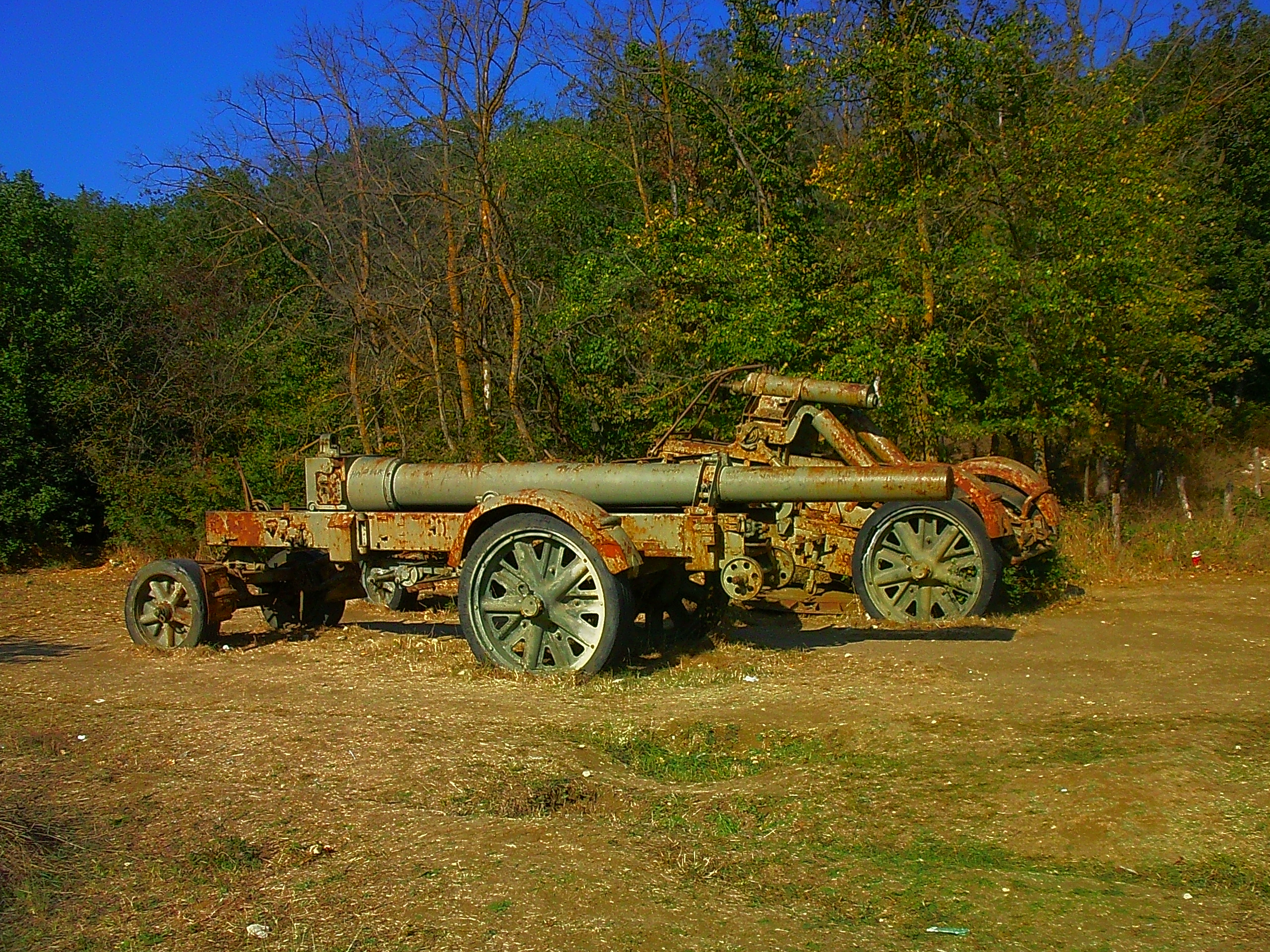
輸送状態の21 cm Mrs 18 手前が砲身部、奥が砲架部

## 登場作品

### ゲーム
『R.U.S.E.』
ドイツの榴弾砲として登場。